# Eraxasilus peticus
Eraxasilus peticus là một loài ruồi trong họ Asilidae. Eraxasilus peticus được Walker miêu tả năm 1849. Loài này phân bố ở vùng Tân nhiệt đới.